# Połkownycze (rejon białocerkiewski)
Połkownycze (ukr. Полковниче) – wieś na Ukrainie, w obwodzie kijowskim, w rejonie białocerkiewskim, w hromadzie Stawyszcze. W 2001 liczyła 401 mieszkańców, spośród których 388 wskazało jako ojczysty język ukraiński, 7 rosyjski, 2 mołdawski, a 4 ormiański.